# Praia da Figueirinha
A Praia da Figueirinha é uma praia oceânica localizada a oeste da cidade de Setúbal, inserida no Parque Natural da Arrábida, em Portugal. O acesso faz-se a partir de Setúbal através da Estrada da Rasca que serpenteia pela Serra da Arrábida, em parte junto ao mar.
Bem perto fica uma zona arborizada nas margens da ribeira que ali desagua e no Verão é utilizada para piqueniques. O mar apresenta-se normalmente calmo, pelo que a Figueirinha se torna uma praia bastante concorrida durante a época estival. Um longo banco de areia emerge durante a maré baixa tornando esta praia apetecível em particular para as crianças.
Integrada na Serra da Arrábida, dispõe ainda de uma bela vista para Tróia (em frente) e o Portinho da Arrábida que fica localizado à sua direita.
Tem como infraestruturas de apoio um estacionamento pago de 277 lugares, restaurante, vigilância, toldos e jogos.
A praia ostenta, pelo sétimo ano consecutivo, a Bandeira Azul, distinção que atesta a qualidade de excelência desta zona balnear da orla marítima de Setúbal.